# Carl Vandyk
Carl Vandyk (17. ledna 1851 – 18. listopadu 1931) byl londýnský fotograf narozený v německém Bunde.

## Život a dílo
Od roku 1882 vlastnil fotografické studio na Gloucester Road a fotografoval britskou královskou rodinu včetně královny Viktorie, krále Jiřího V., stejně jako další významné osobnosti, jako byli Alexander I. Jugoslávský, Kristián X., Buffalo Bill nebo Enrico Caruso. Od roku 1901 přestěhoval studio na Buckingham Palace Road v Londýně.
Carl se stal britským občanem dne 4. února 1886.
Carlův syn Herbert Vandyk (1879–1943) v roce 1913 převzal rodinný podnik poté, co vystudoval v Londýně, Berlíně a Paříži a pokračoval v získávání další 22 privilegií Royal Warrants.
Carl Vandyk vlastnil mimo jiné také 3 hotely v Londýně nedaleko svých studií:
- The Rembrandt Hotel, Thurloe Place, London SW
- The Rubens Hotel, Buckingham Palace Road, London SW
- The Vandyke Hotel, Cromwell Road, London SW7

Carl měl dva bratry, Aaron Vandyke (1843–1892) a Herman Vandyke (aka Hyman) (aka Vandyck) (1838–1919), kteří také působili v oblasti fotografického obchodu. Aaron měl studia v Liverpoolu asi od roku 1869 do 1902 a Herman v západním Londýně asi od roku 1881 do 1904.

## Galerie

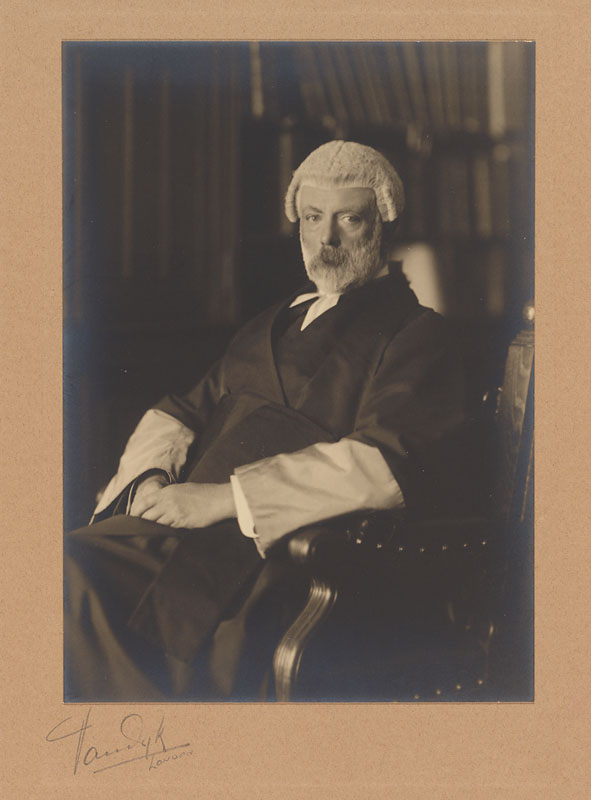
Soudce sir Clement Meacher Bailhache
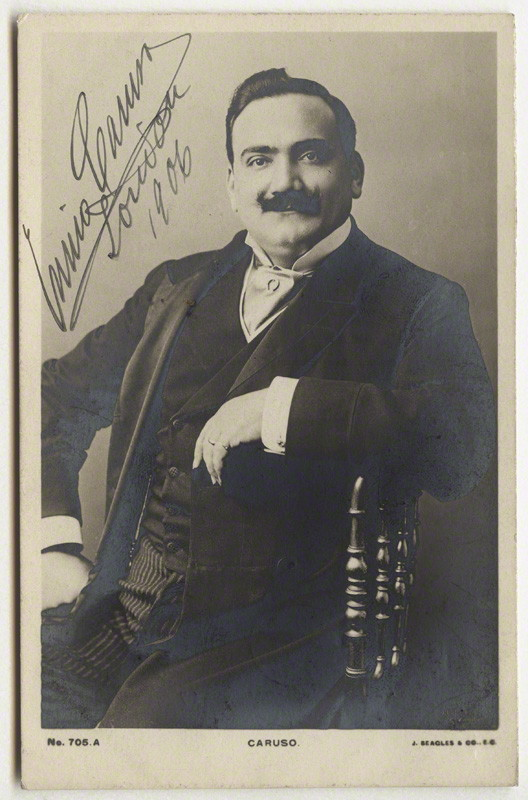
Enrico Caruso, 1904–1905
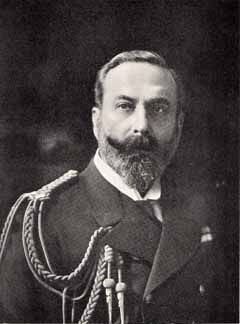
Princ Ludvík z Battenbergu, 1905
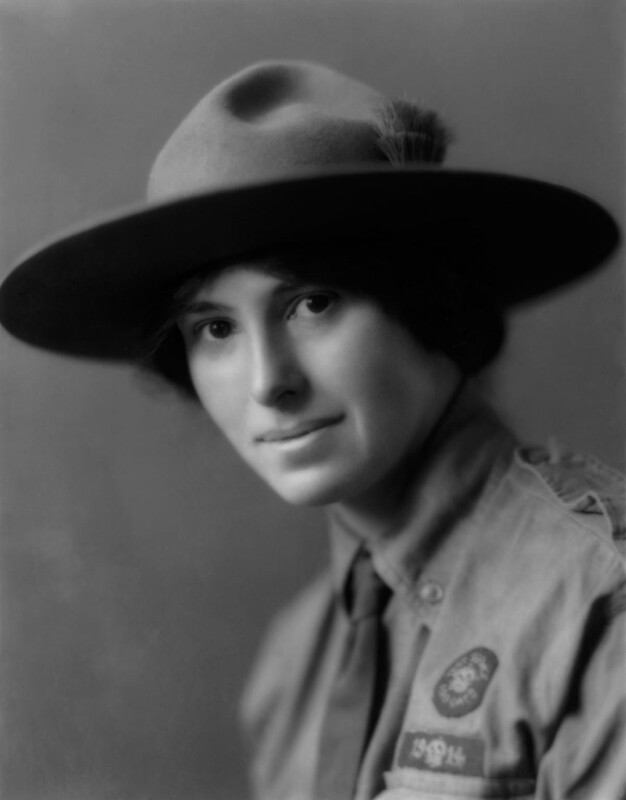
Skautka Olave Baden-Powellová, 1916
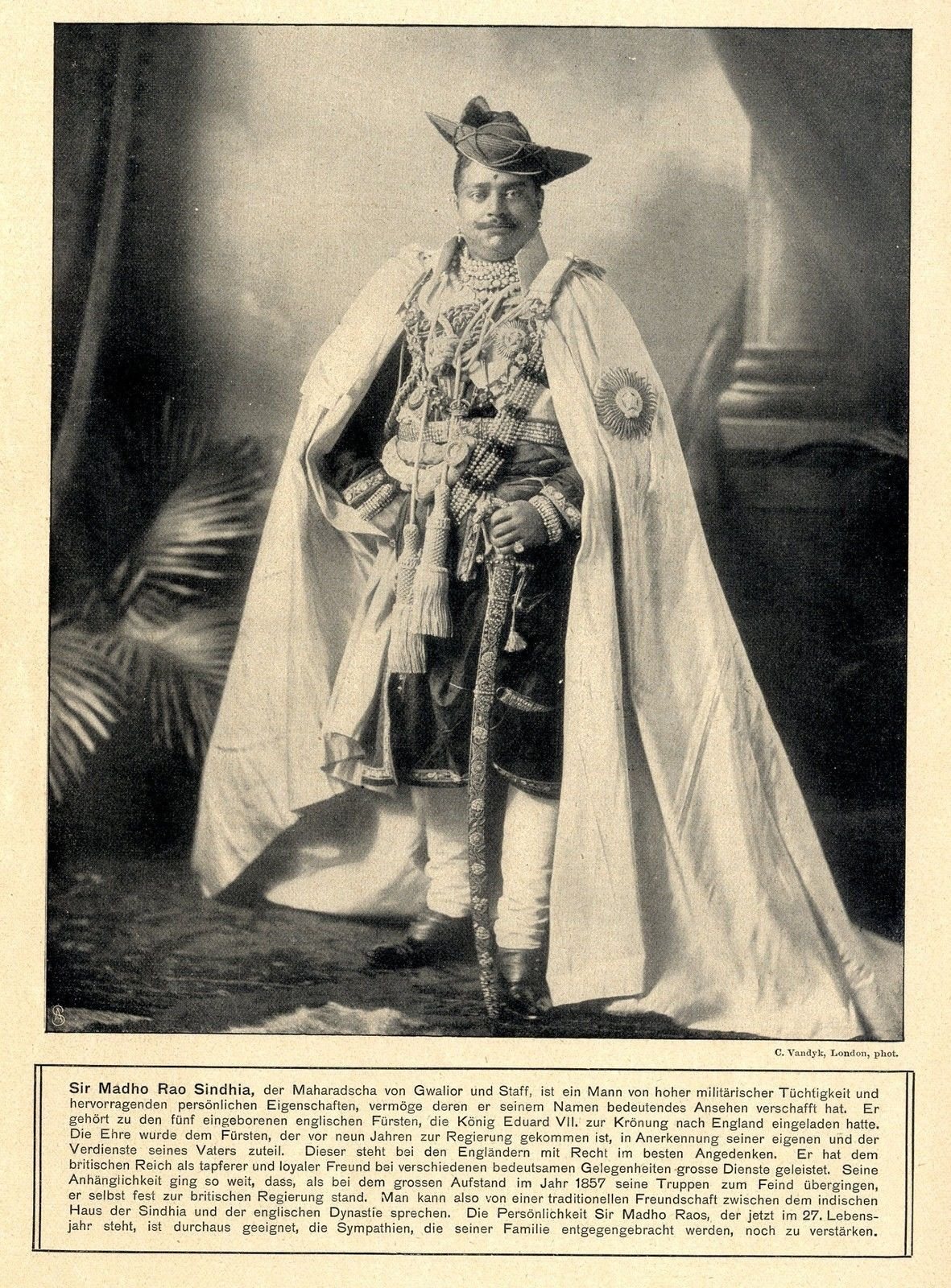
Sir Madho Rao Sindhia, Maharadscha von Gwalior und Staff, 1903
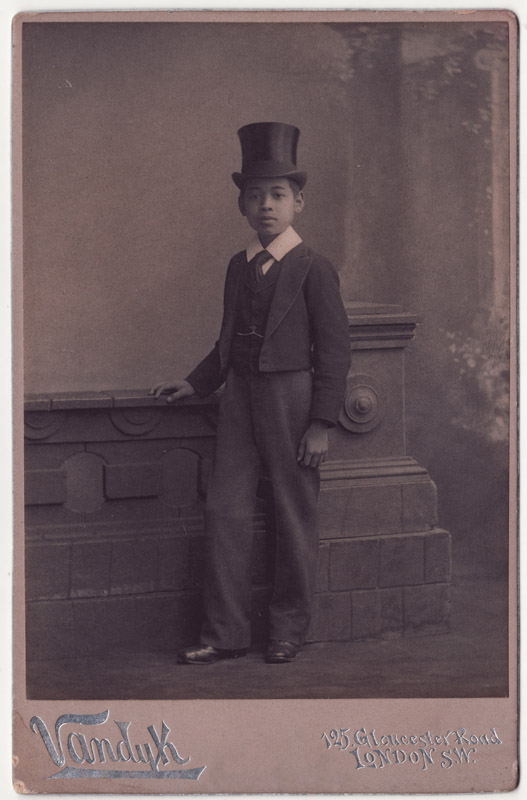
Král Vajiravudh, Ráma VI., asi 1890
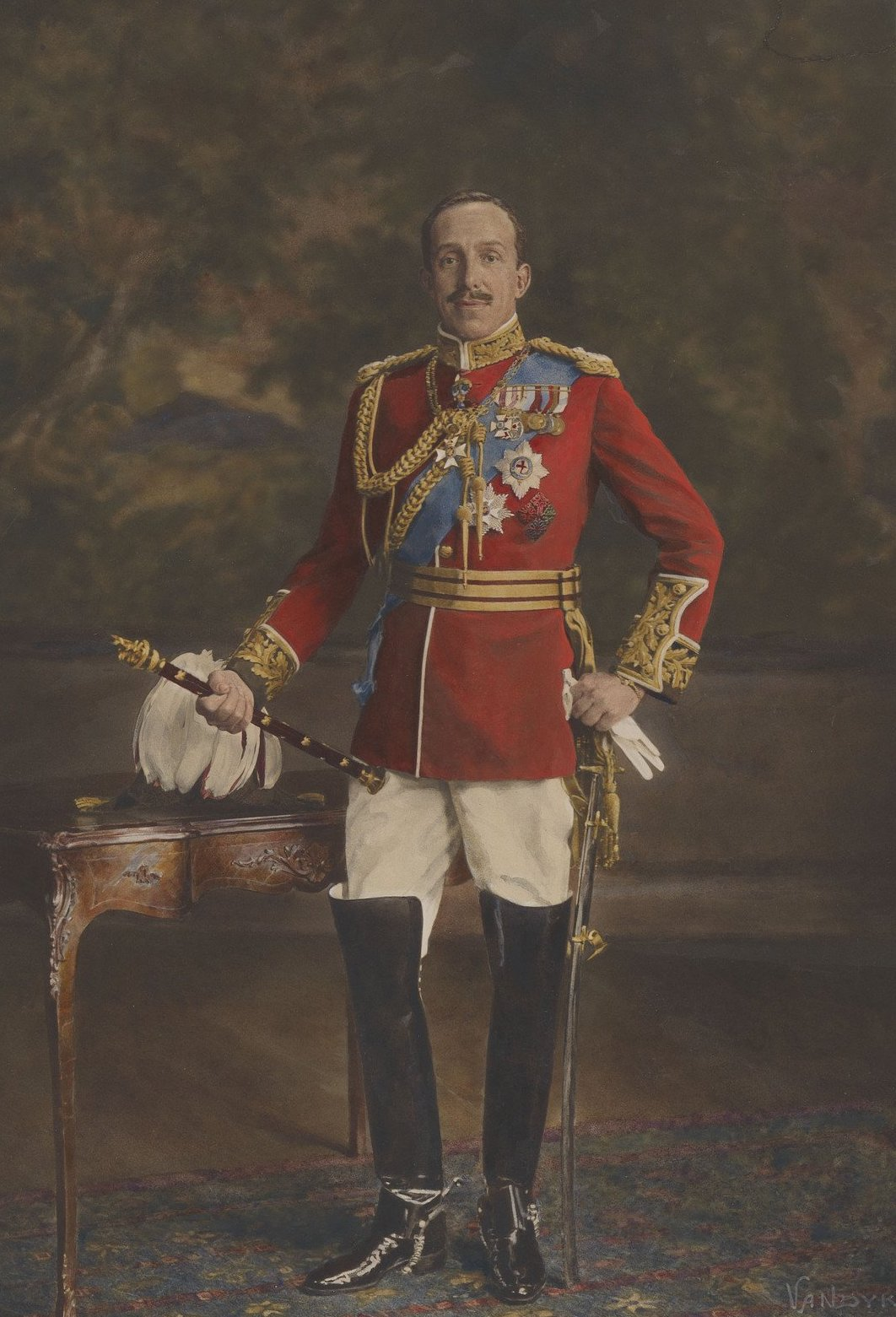
Král španělský, Alfons XIII., 1928
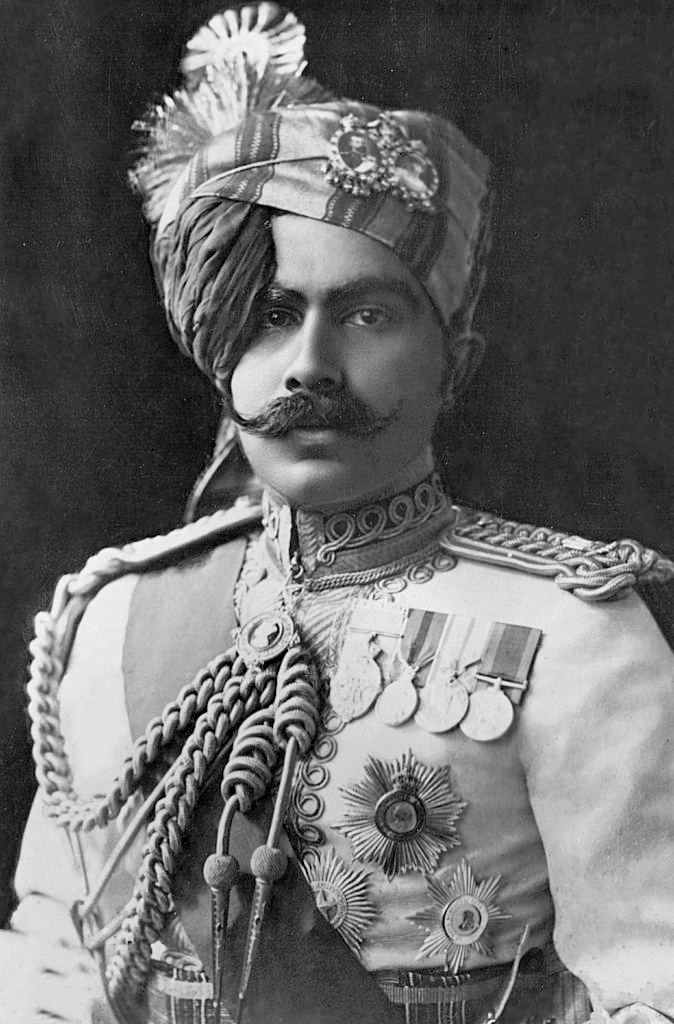
Mahárádža Ganga Singh, asi 1930
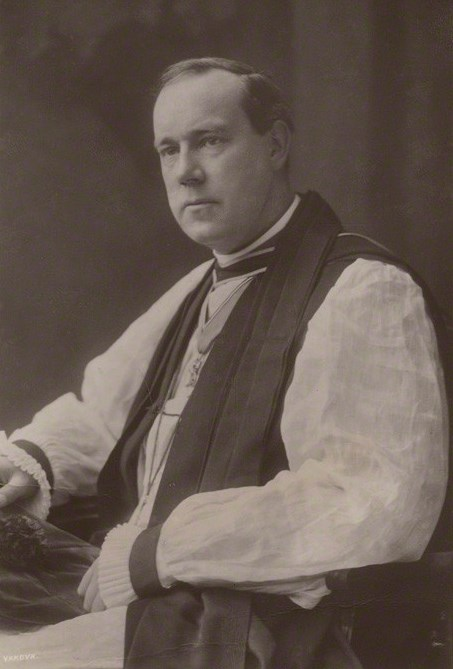
Bertram Pollock
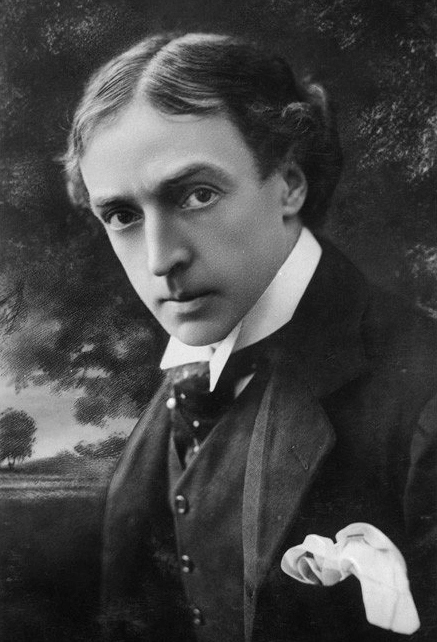
Sir John Martin-Harvey, asi 1900
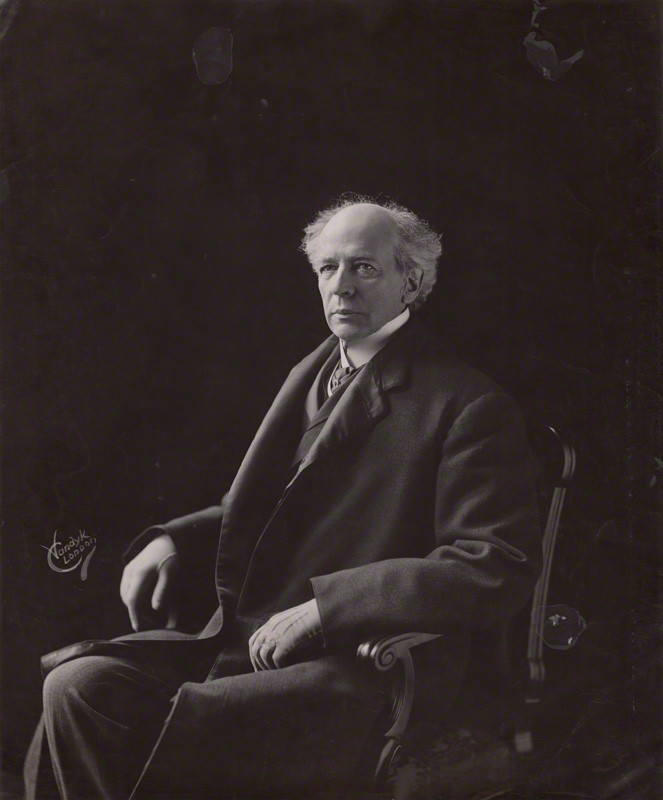
Sir Wilfrid Laurier
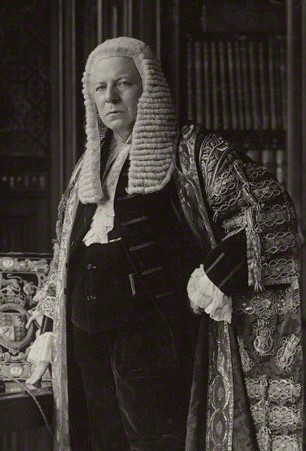
Richard Haldane, 1st Viscount Haldane
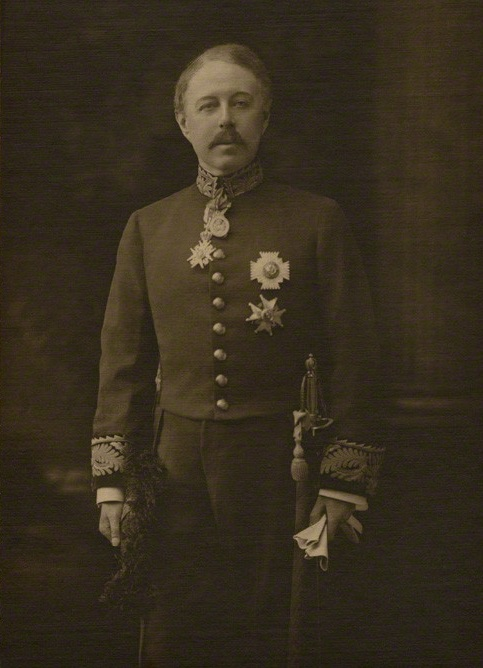
Walter Jack Howell
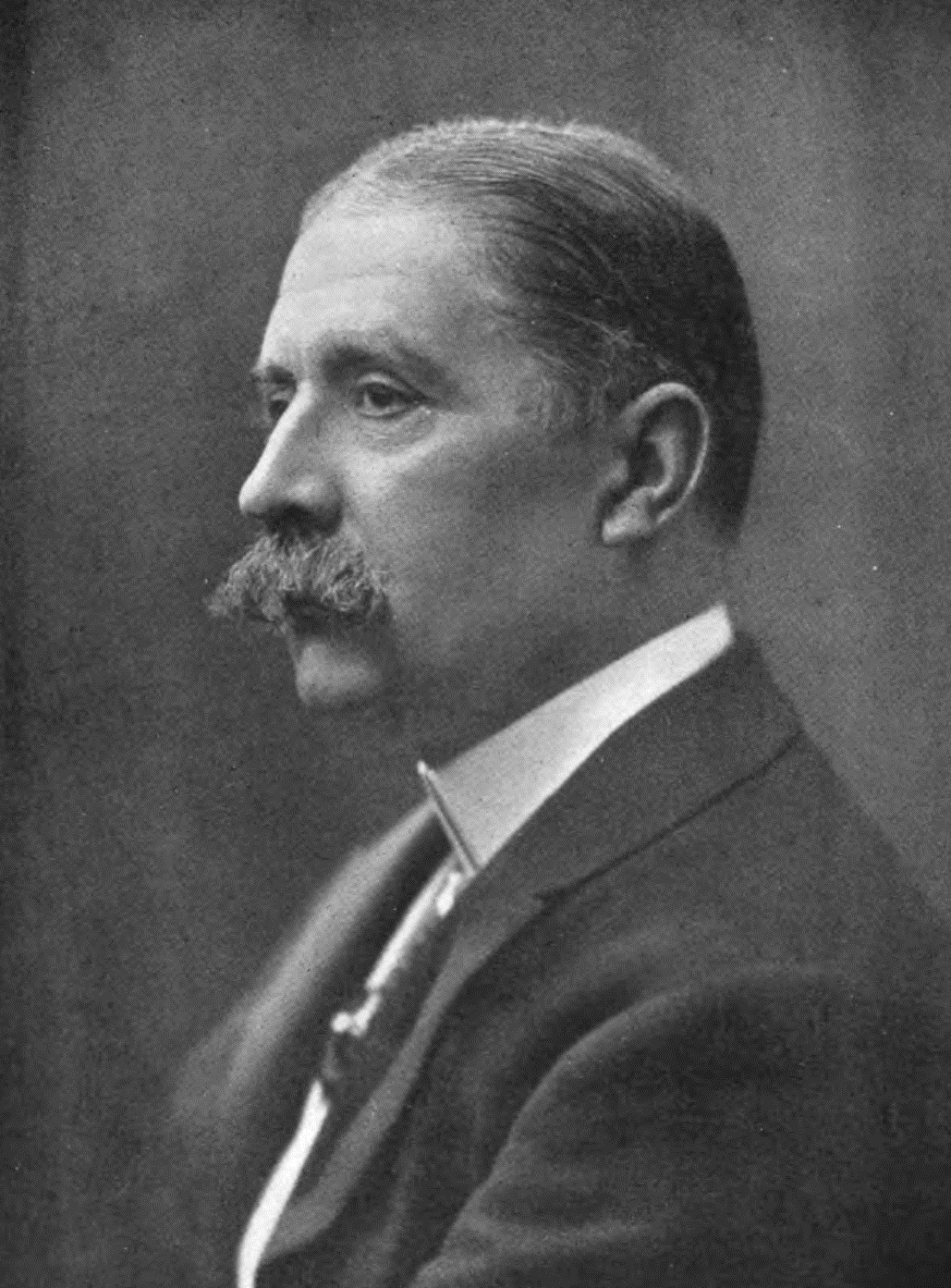
Leslie Ward
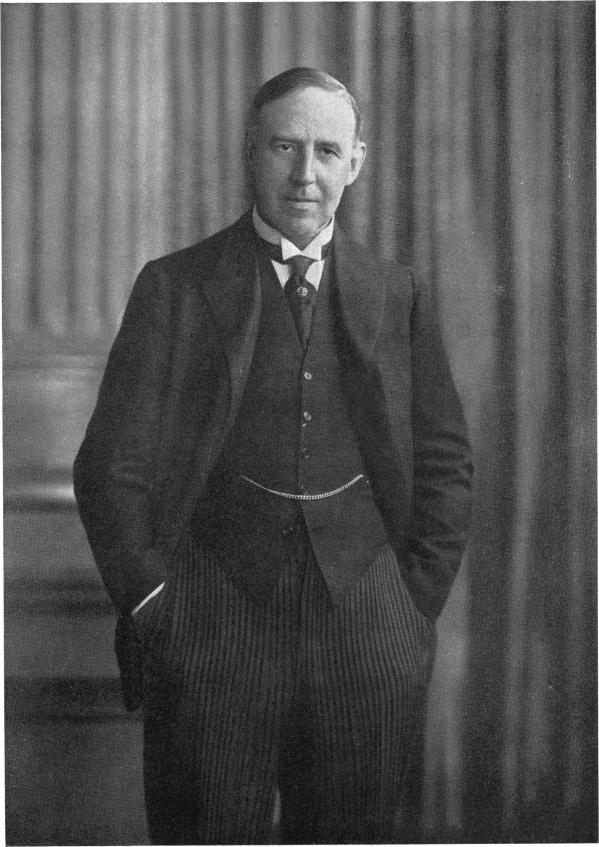
Samuel Alexander Kinnier Wilson